# Olympische Sommerspiele 2000/Teilnehmer (Ruanda)
| Gelbes Symbol für Goldmedaillen mit stilisierten Olympischen Ringen | Graues Symbol für Silbermedaillen mit stilisierten Olympischen Ringen | Braundes Symbol für Bronzemedaillen mit stilisierten Olympischen Ringen |
| ------------------------------------------------------------------- | --------------------------------------------------------------------- | ----------------------------------------------------------------------- |
| —                                                                   | —                                                                     | —                                                                       |

Ruanda nahm an den Olympischen Sommerspielen 2000 in der australischen Metropole Sydney mit fünf Athleten, zwei Frauen und drei Männer, in zwei Sportarten teil.
Seit 1984 war es die fünfte Teilnahme des afrikanischen Staates an Olympischen Sommerspielen.

## Flaggenträger
Pierre Karemera trug die Flagge Ruandas während der Eröffnungsfeier im Stadium Australia.

## Teilnehmer nach Sportarten

### Leichtathletik
Frauen
- Christine Mukamutesi
800 Meter: ausgeschieden in Runde eins – Lauf drei, 2:14,15 min, Rang 6

Männer
- Mathias Ntawulikura
Marathon: Finale, 2:16:39 h, Rang 15
- Alexis Sharangabo
1500 Meter: ausgeschieden in Runde eins – Lauf zwei, 3:44,06 min, Rang 11

### Schwimmen
Frauen
- Pamela Girimbabazi Rugabira
100 Meter Brust: ausgeschieden in Runde eins, ohne Zeit / disqualifiziert

Männer
- Samson Ndayishimiye
50 Meter Freistil: ausgeschieden in Runde eins, 38,76 s, Rang 7